# 在阪民放ラジオ局京都中継局
座標: 北緯34度58分57秒 東経135度47分14秒 / 北緯34.98250度 東経135.78722度
在阪民放ラジオ局京都中継局（ざいはんみんぽうラジオきょくきょうとちゅうけいきょく）は、京都府京都市東山区にあった中波ラジオ放送の中継局である。

## 概要
1997年4月1日、在阪民放AMラジオ局であるMBSラジオ・朝日放送ラジオ（ABCラジオ）・大阪放送（ラジオ大阪・OBC）が、京都市内及び大津市西部の都市型難聴や海外混信対策に対応する初の中継局として3社共同で運用を開始。
NHK大分放送局と大分放送が佐伯ラジオ中継局設置時に共同開発した、3波共用3重給電の技術を使用した。
2023年7月28日、3社共同で免許更新の手続きを行わず廃局にすることを発表し、同年10月29日の放送終了（翌30日未明）を以て四半世紀余、京都中継局の役目を終了した。
これは以下の3点の理由から、京都中継局は一定の役割を終えたと判断したものである。
- 京都市内の電線地中化が大幅に進んだこと、また、受信を著しく妨げるレベルの海外からの電波の混信（スピルオーバー）が無くなったことで、AM放送の受信状況が大きく改善。
- FM補完中継局（ワイドFM）の開局で京都市内であっても概ね良好に受信することが可能。
- インターネットラジオサービス「radiko」が普及し、聴取手段が多様化。

## 送信施設の概要
中継局は京都市東山区今熊野総山町に設置されていた。なお、中継局が設置される前は旧国鉄の京都無線中継局があった。
| 周波数  | 放送局名                     | 空中線電力 | 放送対象 地域 | 放送区域 内世帯数 | 備考                                               |
| ------- | ---------------------------- | ---------- | ------------- | ----------------- | -------------------------------------------------- |
| 1008kHz | 朝日放送ラジオ （ABCラジオ） | 300W       | 京都府        | 約-万世帯         | 周波数は大阪本局と同じ OBCのみAMステレオ放送実施。 |
| 1179kHz | MBSラジオ                    | 300W       | 京都府        | 約-万世帯         | 周波数は大阪本局と同じ OBCのみAMステレオ放送実施。 |
| 1314kHz | ラジオ大阪 （OBC）           | 300W       | 京都府        | 約-万世帯         | 周波数は大阪本局と同じ OBCのみAMステレオ放送実施。 |

- 2010年2月28日まではMBSが、同年3月14日まではABCがともにAMステレオ放送を実施していた（親局の放送終了とともに廃止）[9]。
- 各社とも開始時から局名告知[10]では京都中継局の所在・出力のアナウンスは行われていなかったが、2014年8月よりABCが、ワイドFMを開始した2016年3月からはMBS、OBCもアナウンスするようになった。
- ABCは2018年4月1日に認定放送持株会社・朝日放送グループホールディングスへの移行に伴い、旧：朝日放送株式会社から朝日放送ラジオ株式会社へ分社化された。
- MBSは2021年4月1日に認定放送持株会社・MBSメディアホールディングスへの移行に伴い、旧：株式会社毎日放送から株式会社MBSラジオへ分社化された。